# دبليو. جاي يونغ
دبليو. جاي يونغ (بالإنجليزية: W. J. Young)‏ هو شخصية أعمال أمريكي، ولد في 27 فبراير 1825، وتوفي في 8 يونيو 1896.